# Шелюто, Аполинарий
Аполинарий Шелюто (пол. Apolinary Szeluto; 23 июля 1884, Санкт-Петербург — 22 августа 1966, Ходзеж) — польский пианист и композитор.

## Биография
Начал своё музыкальное образование как пианист, занимался под руководством Станислава Экснера в Саратовском музыкальном училище Русского музыкального общества, затем в 1902—1905 годах изучал композицию в Варшавской консерватории у Романа Статковского и Зыгмунта Носковского, одновременно изучая юриспруденцию в Варшавском университете. В 1906—1908 годах совершенствовался как пианист у Леопольда Годовского в Берлине. В 1906 году вместе с Каролем Шимановским, Гжегожем Фительбергом и Людомиром Ружицким составил композиторскую группу «Молодая Польша», ратовавшую за национальные корни академической музыки.
В 1910 году отправился в Дерпт для завершения юридического образования, в 1911—1918 годах работал следователем в селе Ремонтное Астраханской губернии. Вернувшись в Польшу в 1918 году, возглавлял отдел статистики в министерстве юстиции, затем в 1934 году поселился в городке Слупца в качестве нотариуса, уделяя всё большее внимание занятиям композицией; на конец 1930-х годов приходятся наибольшие успехи сочинений Шелюто. Во время Второй мировой войны в течение трёх лет был интернирован в лагере под Лодзью. По окончании войны обосновался в Варшаве, занимал различные должности как юрист и функционер Польской объединённой рабочей партии. В послевоенном творчестве ратовал за идеалы социалистического реализма, написал, среди прочего, симфонию «Мирный труд на великих стройках шестилетки» (пол. Pokojowa praca na wielkich budowach planu 6-letniego; 1951), оперу «Герой труда» (1952), Песню о Сталине (для хора и фортепиано) и т. п.

## Наследие

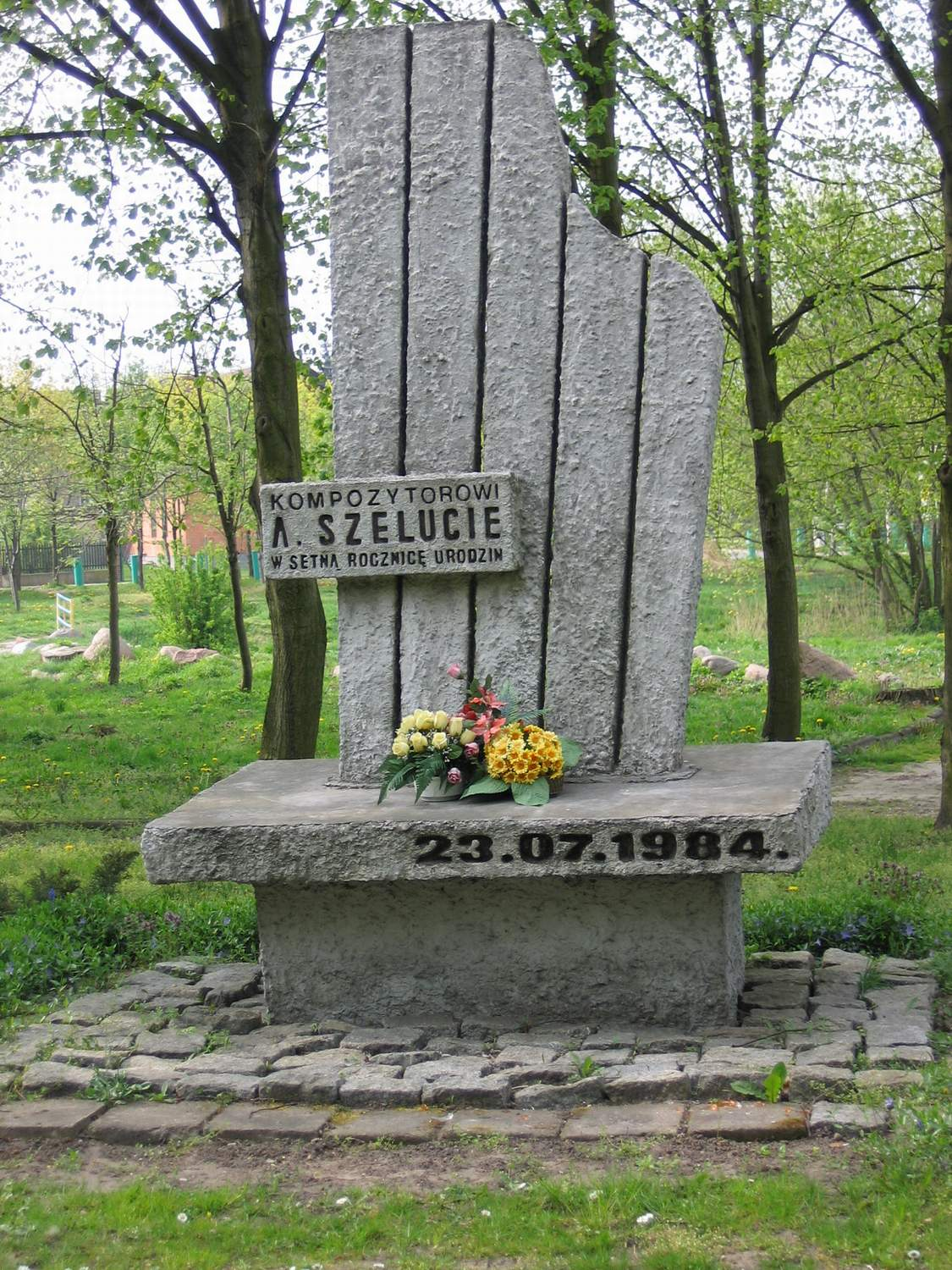
Обелиск к 100-летию Аполинария Шелюто в Слупце

В обширном творческом наследии Шелюто, в значительной степени состоящем из сочинений последних 25 лет жизни (включающих 24 симфонии, 14 опер и множество хоровых произведений — бо́льшая часть всего этого никогда не исполнялась), преимущественное значение имеют симфонические поэмы «Сирано де Бержерак» и «Макбет» (обе 1933), струнный квартет и соната для скрипки и фортепиано (оба 1931), фортепианное трио (1940).